# Rentjärnen (Stensele socken, Lappland)
Rentjärnen är en sjö i Storumans kommun i Lappland och ingår i Umeälvens huvudavrinningsområde. Sjön har en area på 0,0596 kvadratkilometer och ligger 403,5 meter över havet.

## Delavrinningsområde
Rentjärnen ingår i det delavrinningsområde (723434-155887) som SMHI kallar för Nedlagd mätstation. Medelhöjden är 407 meter över havet och ytan är 7,84 kvadratkilometer. Räknas de 5 avrinningsområdena uppströms in blir den ackumulerade arean 114,32 kvadratkilometer. Laisbäcken (Sörlidbäcken) som avvattnar avrinningsområdet har biflödesordning 2, vilket innebär att vattnet flödar genom totalt 2 vattendrag innan det når havet efter 270 kilometer. Avrinningsområdet består mestadels av skog (73 procent). Avrinningsområdet har 1,48 kvadratkilometer vattenytor vilket ger det en sjöprocent på 18,8 procent.